# Carpodacus trifasciatus
Il carpodaco trifasciato o carpodaco dalle tre bande (Carpodacus trifasciatus Verreaux, 1871) è un uccello passeriforme della famiglia dei Fringillidi.

## Etimologia
Il nome scientifico della specie, trifasciatus, deriva dal latino e significa "dalle tre fasce", in riferimento alla livrea degli esemplari adulti: tale caratteristica frutta alla specie anche il nome comune.

## Descrizione

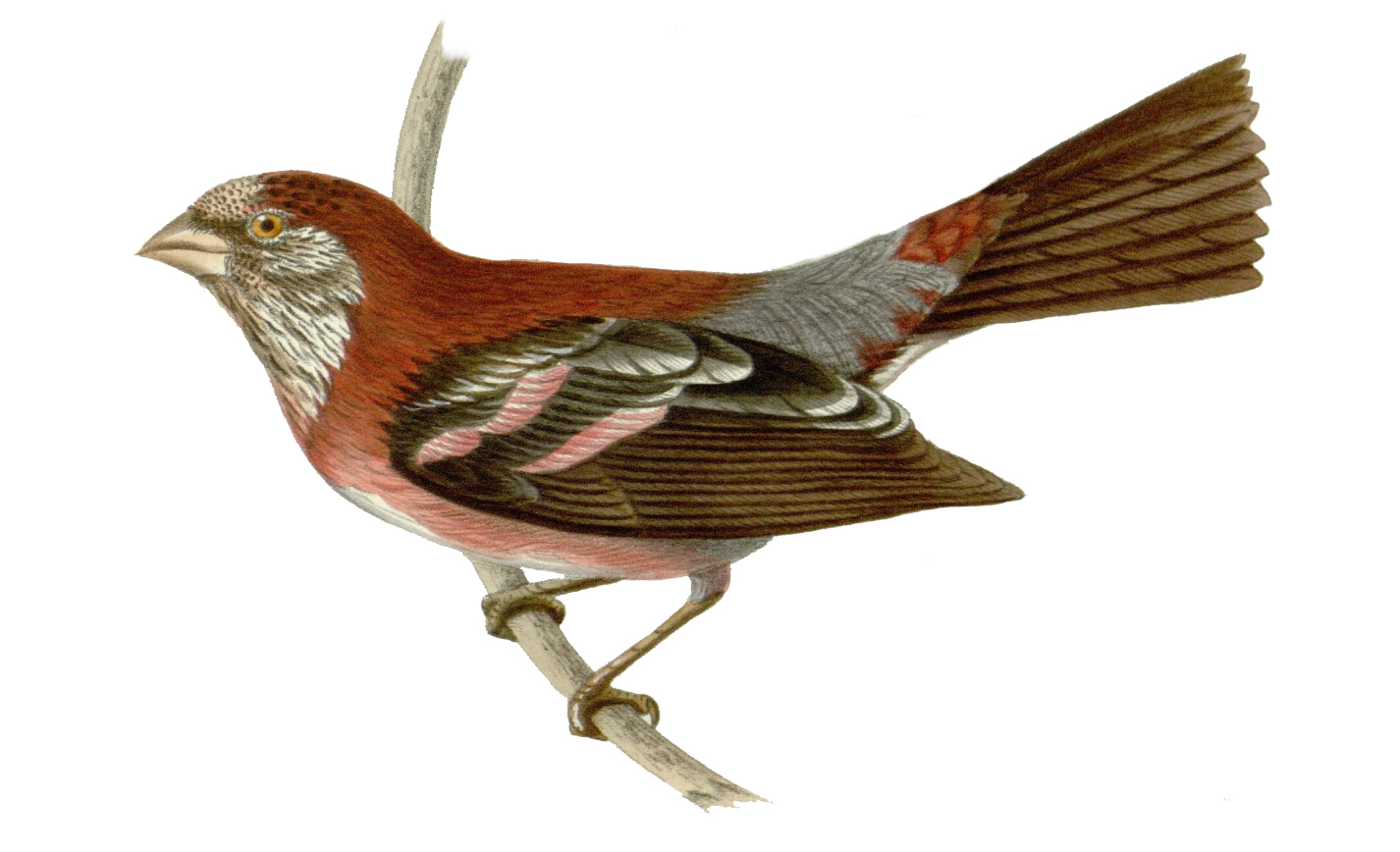
Illustrazione del 1872 raffigurante un maschio.

### Dimensioni
Misura 17-19,5 cm di lunghezza.

### Aspetto
Si tratta di uccelli dall'aspetto robusto, muniti di testa tondeggiante con grandi occhi e becco robusto e conico, ali allungate e coda dalla punta lievemente forcuta.
Il dimorfismo sessuale è ben evidente: i maschi, infatti, presentano piumaggio piuttosto variegato, grigio-rosato sulla fronte e attorno al collo a formare un collare, rosa con punte argentate su guance e gola, rosa carico su vertice, sopracciglio, nuca, dorso, codione, petto e ai lati del ventre, mentre la parte centrale di quest'ultimo, il sottoala, i fianchi e il sottocoda sono bianchi, con ali e coda nere, le prime con presenza di tre bande trasversali biancastre (una sulle scapolari e due sulle copritrici) che fruttano alla specie il suo nome comune. Le femmine, invece, presentano livrea molto più sobria priva di qualsiasi pigmento rosso (sostituito da un caldo color nocciola su dorso e petto), dominata dai toni del bruno più chiaro ventralmente e più scuro dorsalmente, con ali e coda nere e presenza delle tre bande alari bianche. In ambedue i sessi, il becco è grigio-avorio con punta nerastra, le zampe sono di colore nerastro e gli occhi sono di colore bruno scuro.

## Biologia
I carpodachi dalle tre bande sono uccelli diurni, che vivono in coppie o in gruppetti e passano la maggior parte della giornata al suolo o fra i cespugli alla ricerca di cibo.

### Alimentazione
Si tratta di uccelli perlopiù granivori, la cui dieta si compone in massima parte di semi e granaglie di una varietà di piante, ma anche germogli (soprattutto di salice durante la migrazione), frutti e bacche (in particolar modo di melo selvatico e Cotoneaster).

### Riproduzione
Si tratta di uccelli monogami, le cui coppie divengono territoriali durante il periodo degli amori (maggio-agosto), scacciando energicamente eventuali intrusi dai dintorni del nido.
Il nido, a forma di coppa, viene costruito dalla sola femmina fra i cespugli, utilizzando fibre vegetali (radichette, fili d'erba, ramoscelli) e foderando l'interno con pelo e piumino: al suo interno, essa depone 3-4 uova, azzurrine con rada maculatura bruno-nerastra al polo ottuso, che essa provvede a covare da sola (col maschio che si occupa di nutrirla e di difendere i dintorni da eventuali intrusi) per circa due settimane, al termine delle quali schiudono pulli ciechi ed implumi. I nidiacei vengono imbeccati da ambedue i genitori con semi verdi e insetti rigurgitati, e sono in grado d'involarsi attorno alle tre settimane dalla schiusa: tuttavia, essi tendono a rimanere presso il nido ancora per qualche tempo, richiedendo sempre più raramente l'imbeccata ai genitori, prima di allontanarsene definitivamente e disperdersi.

## Distribuzione e habitat
Il carpodaco trifasciato vive in Cina centro-meridionale, da Gansu e Shaanxi meridionali a Yunnan nord-occidentale, Sichuan occidentale e Tibet orientale: alcune popolazioni svernano anche nel sud del Tibet, e probabilmente si spingono anche nel nord-est dell'India.
L'habitat di questi uccelli è rappresentato dalle pinete a prevalenza di peccio o ginepro, con presenza di denso sottobosco.